# Campeonato Argentino de Mayores 1987
El Campeonato Argentino de Mayores de 1987 fue la cuadragésimo-tercera edición del torneo de uniones regionales organizado por la Unión Argentina de Rugby. Se llevó a cabo el 26 y 27 de septiembre de 1987 en el Chateau Carreras (actual Estadio Mario Alberto Kempes).
Por primera y única vez en la historia del torneo, el campeonato se disputó en una sola ciudad, en días consecutivos, razón por la cual se jugaron partidos de duración reducida. Esto se debió a la implementación de un sistema de desarrollo y reglamento dispuestos especialmente para esta edición con el objetivo de dar paso a un nuevo formato de competición a partir de la siguiente temporada.
La Unión de Rugby de Tucumán clasificó a la final por tercer año consecutivo y consiguió su segundo título al imponerse en la final ante los locales, la Unión Cordobesa de Rugby, 32-7. Los tucumanos se convirtieron en la primera unión regional en ganar el Campeonato Argentino de Mayores y el de Juveniles en la misma temporada, hito sólo logrado por el equipo representativo de la UAR hasta aquel entonces. 

## Equipos participantes
Participaron de esta edición dieciocho equipos: diecisiete uniones provinciales y la Unión Argentina de Rugby, representada por el seleccionado de Buenos Aires. 
| Equipo              | Unión                                                |
| ------------------- | ---------------------------------------------------- |
| Alto Valle          | Unión de Rugby del Alto Valle de Río Negro y Neuquén |
| Austral             | Unión de Rugby Austral                               |
| Buenos Aires        | Unión Argentina de Rugby                             |
| Chubut              | Unión de Rugby del Valle del Chubut                  |
| Córdoba             | Unión Cordobesa de Rugby                             |
| Cuyo                | Unión de Rugby de Cuyo                               |
| Entre Ríos          | Unión Entrerriana de Rugby                           |
| Jujuy               | Unión Jujeña de Rugby                                |
| Mar del Plata       | Unión de Rugby de Mar del Plata                      |
| Misiones            | Unión de Rugby de Misiones                           |
| Nordeste            | Unión de Rugby del Nordeste                          |
| Rosario             | Unión de Rugby de Rosario                            |
| Salta               | Unión de Rugby de Salta                              |
| San Juan            | Unión Sanjuanina de Rugby                            |
| Santa Fe            | Unión Santafesina de Rugby                           |
| Santiago del Estero | Unión Santiagueña de Rugby                           |
| Sur                 | Unión de Rugby del Sur                               |
| Tucumán             | Unión de Rugby de Tucumán                            |

## Rueda de Ubicación
En la rueda de ubicación, los dieciocho equipos fueron divididos en seis zonas de tres equipos cada uno. Las zonas se resolvieron con el sistema de todos contra todos, con los primeros clasificando al Grupo ganadores, los segundos al Grupo medio y los terceros al Grupo perdedores.

### Zona A
| Pos. | Equipos    | Partidos | Partidos | Partidos | Tantos | Tantos | Tantos | Pts. |
| Pos. | Equipos    | G        | E        | P        | PF     | PC     | DP     | Pts. |
| ---- | ---------- | -------- | -------- | -------- | ------ | ------ | ------ | ---- |
| 1.°  | Córdoba    | 2        | 0        | 0        | 66     | 9      | +57    | 4    |
| 2.°  | Entre Ríos | 1        | 0        | 1        | 53     | 22     | +31    | 2    |
| 3.°  | Austral    | 0        | 0        | 2        | 3      | 91     | -88    | 0    |

|  | Clasifica a Grupo ganadores  |
|  | Clasifica a Grupo medio      |
|  | Clasifica a Grupo perdedores |

|  | Córdoba | 19 - 9 | Entre Ríos | Chateau Carreras, Córdoba |  |

|  | Entre Ríos | 44 - 3 | Austral | Chateau Carreras, Córdoba |  |

|  | Córdoba | 47 - 0 | Austral | Chateau Carreras, Córdoba |  |

### Zona B
| Pos. | Equipos         | Partidos | Partidos | Partidos | Tantos | Tantos | Tantos | Pts. |
| Pos. | Equipos         | G        | E        | P        | PF     | PC     | DP     | Pts. |
| ---- | --------------- | -------- | -------- | -------- | ------ | ------ | ------ | ---- |
| 1.°  | Cuyo            | 2        | 0        | 0        | 43     | 9      | +34    | 4    |
| 2.°  | Santiago Estero | 1        | 0        | 1        | 16     | 42     | -27    | 2    |
| 3.°  | Santa Fe        | 0        | 0        | 2        | 18     | 25     | -7     | 0    |

|  | Clasifica a Grupo ganadores  |
|  | Clasifica a Grupo medio      |
|  | Clasifica a Grupo perdedores |

|  | Cuyo | 31 - 3 | Santiago Estero | Chateau Carreras, Córdoba |  |

|  | Cuyo | 12 - 6 | Santa Fe | Chateau Carreras, Córdoba |  |

|  | Santiago Estero | 13 - 12 | Santa Fe | Chateau Carreras, Córdoba |  |

### Zona C
| Pos. | Equipos    | Partidos | Partidos | Partidos | Tantos | Tantos | Tantos | Pts. |
| Pos. | Equipos    | G        | E        | P        | PF     | PC     | DP     | Pts. |
| ---- | ---------- | -------- | -------- | -------- | ------ | ------ | ------ | ---- |
| 1.°  | Tucumán    | 2        | 0        | 0        | 75     | 0      | +75    | 4    |
| 2.°  | Nordeste   | 1        | 0        | 1        | 12     | 13     | -1     | 2    |
| 3.°  | Alto Valle | 0        | 0        | 2        | 4      | 78     | -74    | 0    |

|  | Clasifica a Grupo ganadores  |
|  | Clasifica a Grupo medio      |
|  | Clasifica a Grupo perdedores |

|  | Nordeste | 12 - 4 | Alto Valle | Chateau Carreras, Córdoba |  |

|  | Tucumán | 66 - 0 | Alto Valle | Chateau Carreras, Córdoba |  |

|  | Tucumán | 9 - 0 | Nordeste | Chateau Carreras, Córdoba |  |

### Zona D
| Pos. | Equipos       | Partidos | Partidos | Partidos | Tantos | Tantos | Tantos | Pts. |
| Pos. | Equipos       | G        | E        | P        | PF     | PC     | DP     | Pts. |
| ---- | ------------- | -------- | -------- | -------- | ------ | ------ | ------ | ---- |
| 1.°  | Salta         | 2        | 0        | 0        | 46     | 13     | +33    | 4    |
| 2.°  | Mar del Plata | 1        | 0        | 1        | 69     | 10     | +59    | 2    |
| 3.°  | Jujuy         | 0        | 0        | 2        | 4      | 96     | -92    | 0    |

|  | Clasifica a Grupo ganadores  |
|  | Clasifica a Grupo medio      |
|  | Clasifica a Grupo perdedores |

|  | Salta | 10 - 9 | Mar del Plata | Chateau Carreras, Córdoba |  |

|  | Salta | 36 - 4 | Jujuy | Chateau Carreras, Córdoba |  |

|  | Mar del Plata | 60 - 0 | Jujuy | Chateau Carreras, Córdoba |  |

### Zona E
| Pos. | Equipos      | Partidos | Partidos | Partidos | Tantos | Tantos | Tantos | Pts. |
| Pos. | Equipos      | G        | E        | P        | PF     | PC     | DP     | Pts. |
| ---- | ------------ | -------- | -------- | -------- | ------ | ------ | ------ | ---- |
| 1.°  | Buenos Aires | 2        | 0        | 0        | 87     | 0      | +87    | 4    |
| 2.°  | Misiones     | 1        | 0        | 1        | 19     | 48     | -29    | 2    |
| 3.°  | Sur          | 0        | 0        | 2        | 13     | 71     | -58    | 0    |

|  | Clasifica a Grupo ganadores  |
|  | Clasifica a Grupo medio      |
|  | Clasifica a Grupo perdedores |

|  | Misiones | 19 - 13 | Sur | Chateau Carreras, Córdoba |  |

|  | Buenos Aires | 35 - 0 | Misiones | Chateau Carreras, Córdoba |  |

|  | Buenos Aires | 52 - 0 | Sur | Chateau Carreras, Córdoba |  |

### Zona F
| Pos. | Equipos  | Partidos | Partidos | Partidos | Tantos | Tantos | Tantos | Pts. |
| Pos. | Equipos  | G        | E        | P        | PF     | PC     | DP     | Pts. |
| ---- | -------- | -------- | -------- | -------- | ------ | ------ | ------ | ---- |
| 1.°  | San Juan | 2        | 0        | 0        | 51     | 14     | +37    | 4    |
| 2.°  | Rosario  | 1        | 0        | 1        | 41     | 13     | +28    | 2    |
| 3.°  | Chubut   | 0        | 0        | 2        | 4      | 69     | -65    | 0    |

|  | Clasifica a Grupo ganadores  |
|  | Clasifica a Grupo medio      |
|  | Clasifica a Grupo perdedores |

|  | San Juan | 13 - 10 | Rosario | Chateau Carreras, Córdoba |  |

|  | San Juan | 38 - 4 | Chubut | Chateau Carreras, Córdoba |  |

|  | Rosario | 31 - 0 | Chubut | Chateau Carreras, Córdoba |  |

## Rueda de Clasificación
En la rueda de clasificación, los seis equipos clasificados a cada uno de los tres grupos finales fueron divididos en dos zonas. Estas zonas se resolvieron a través del sistema de todos contra todos, con los ganadores de cada zona enfrentándose en un partido final para definir al ganador del grupo, con el equipo vencedor de la final del Grupo Ganadores siendo el campeón del torneo.

### Grupo ganadores
Zona I
| Pos. | Equipos  | Partidos | Partidos | Partidos | Tantos | Tantos | Tantos | Pts. |
| Pos. | Equipos  | G        | E        | P        | PF     | PC     | DP     | Pts. |
| ---- | -------- | -------- | -------- | -------- | ------ | ------ | ------ | ---- |
| 1.°  | Tucumán  | 2        | 0        | 0        | 36     | 3      | +33    | 4    |
| 2.°  | Salta    | 1        | 0        | 1        | 16     | 42     | -26    | 2    |
| 3.°  | San Juan | 0        | 0        | 2        | 9      | 16     | -7     | 0    |

|  | Clasifica a la final               |
|  | Clasifica a partido por 3.° puesto |
|  | Clasifica a partido por 5.° puesto |

|  | Salta | 13 - 9 | San Juan | Chateau Carreras, Córdoba |  |

|  | Tucumán | 33 - 3 | Salta | Chateau Carreras, Córdoba |  |

|  | Tucumán | 3 - 0 | San Juan | Chateau Carreras, Córdoba |  |

Zona II
| Pos. | Equipos      | Partidos | Partidos | Partidos | Tantos | Tantos | Tantos | Pts. |
| Pos. | Equipos      | G        | E        | P        | PF     | PC     | DP     | Pts. |
| ---- | ------------ | -------- | -------- | -------- | ------ | ------ | ------ | ---- |
| 1.°  | Córdoba      | 2        | 0        | 0        | 33     | 22     | +11    | 4    |
| 2.°  | Cuyo         | 1        | 0        | 1        | 33     | 22     | +11    | 2    |
| 3.°  | Buenos Aires | 0        | 0        | 2        | 22     | 44     | -22    | 0    |

|  | Clasifica a la final               |
|  | Clasifica a partido por 3.° puesto |
|  | Clasifica a partido por 5.° puesto |

|  | Cuyo | 26 - 7 | Buenos Aires | Chateau Carreras, Córdoba |  |

|  | Córdoba | 15 - 7 | Cuyo | Chateau Carreras, Córdoba |  |

|  | Córdoba | 18 - 15 | Buenos Aires | Chateau Carreras, Córdoba |  |

### Grupo medio
Zona III
| Pos. | Equipos         | Partidos | Partidos | Partidos | Tantos | Tantos | Tantos | Pts. |
| Pos. | Equipos         | G        | E        | P        | PF     | PC     | DP     | Pts. |
| ---- | --------------- | -------- | -------- | -------- | ------ | ------ | ------ | ---- |
| 1.°  | Nordeste        | 1        | 1        | 0        | 18     | 15     | +3     | 3    |
| 2.°  | Rosario         | 1        | 0        | 1        | 25     | 15     | +10    | 2    |
| 3.°  | Sgo. del Estero | 0        | 1        | 1        | 9      | 22     | -13    | 1    |

|  | Clasifica a partido por 7.° puesto |

|  | Rosario | 16 - 3 | Santiago del Estero | Chateau Carreras, Córdoba |  |

|  | Nordeste | 12 - 9 | Rosario | Chateau Carreras, Córdoba |  |

|  | Nordeste | 6 - 6 | Santiago del Estero | Chateau Carreras, Córdoba |  |

Zona IV
| Pos. | Equipos       | Partidos | Partidos | Partidos | Tantos | Tantos | Tantos | Pts. |
| Pos. | Equipos       | G        | E        | P        | PF     | PC     | DP     | Pts. |
| ---- | ------------- | -------- | -------- | -------- | ------ | ------ | ------ | ---- |
| 1.°  | Entre Ríos    | 1        | 1        | 0        | 39     | 6      | +33    | 4    |
| 2.°  | Mar del Plata | 1        | 1        | 0        | 25     | 12     | +13    | 2    |
| 3.°  | Misiones      | 0        | 0        | 2        | 6      | 52     | -46    | 0    |

|  | Clasifica a partido por 7.° puesto |

|  | Mar del Plata | 19 - 6 | Misiones | Chateau Carreras, Córdoba |  |

|  | Mar del Plata | 6 - 6 | Entre Ríos | Chateau Carreras, Córdoba |  |

|  | Entre Ríos | 33 - 0 | Misiones | Chateau Carreras, Córdoba |  |

### Grupo perdedores
Zona V
| Pos. | Equipos    | Partidos | Partidos | Partidos | Tantos | Tantos | Tantos | Pts. |
| Pos. | Equipos    | G        | E        | P        | PF     | PC     | DP     | Pts. |
| ---- | ---------- | -------- | -------- | -------- | ------ | ------ | ------ | ---- |
| 1.°  | Santa Fe   | 2        | 0        | 0        | 76     | 16     | +60    | 4    |
| 2.°  | Alto Valle | 1        | 0        | 1        | 27     | 44     | -17    | 2    |
| 3.°  | Chubut     | 0        | 0        | 2        | 15     | 58     | -43    | 0    |

|  | Clasifica a partido por 13.° puesto |

|  | Santa Fe | 35 - 10 | Alto Valle | Chateau Carreras, Córdoba |  |

|  | Alto Valle | 17 - 9 | Chubut | Chateau Carreras, Córdoba |  |

|  | Santa Fe | 41 - 6 | Chubut | Chateau Carreras, Córdoba |  |

Zona VI
| Pos. | Equipos | Partidos | Partidos | Partidos | Tantos | Tantos | Tantos | Pts. |
| Pos. | Equipos | G        | E        | P        | PF     | PC     | DP     | Pts. |
| ---- | ------- | -------- | -------- | -------- | ------ | ------ | ------ | ---- |
| 1.°  | Sur     | 2        | 0        | 0        | 58     | 4      | +54    | 4    |
| 2.°  | Jujuy   | 1        | 0        | 1        | 13     | 41     | -28    | 2    |
| 3.°  | Austral | 0        | 0        | 2        | 13     | 39     | -26    | 0    |

|  | Clasifica a partido por 13.° puesto |

|  | Jujuy | 13 - 9 | Austral | Chateau Carreras, Córdoba |  |

|  | Sur | 32 - 0 | Jujuy | Chateau Carreras, Córdoba |  |

|  | Sur | 26 - 4 | Austral | Chateau Carreras, Córdoba |  |

## Finales
Final
|  | Tucumán | 32 - 7 | Córdoba | Chateau Carreras, Córdoba |  |

Partido 3.° puesto
|  | Cuyo | 17 - 13 | Salta | Chateau Carreras, Córdoba |  |

Partido 5.° puesto
|  | Buenos Aires | 18 - 12 | San Juan | Chateau Carreras, Córdoba |  |

Partido 7.° puesto
|  | Entre Ríos | 13 - 4 | Nordeste | Chateau Carreras, Córdoba |  |

Partido 13.° puesto
|  | Santa Fe | 13 - 9 | Sur | Chateau Carreras, Córdoba |  |

| Bandera de la Provincia de Tucumán |
| Tucumán Campeón                    |
| Segundo título                     |